# Teresa Motos
Teresa Motos Izeta (San Sebastián, 29 de diciembre de 1963) es una exjugadora española de hockey sobre hierba, que ganó la Medalla de oro en los Juegos Olímpicos de Barcelona 1992.

## Biografía
Comenzó a jugar al hockey sobre hierba en edad escolar, en el antiguo Colegio de Morlans, con Heide Newman, y en 1978 se incorporó al equipo juvenil de la Real Sociedad de Fútbol, club deportivo que posee el principal equipo de hockey sobre hierba femenino de la ciudad.
La carrera deportiva de Teresa Motos discurrió en su totalidad en el club de su ciudad natal, entre 1978 y 1998. Con la Real Sociedad, Motos se proclamó 5 veces campeona de la Liga española de Hockey sobre Hierba (1986, 1993, 1994, 1997 y 1998) y 2 veces de la Copa de la Reina (1987 y 1994).
Alcanzó la internacionalidad en 1979 a la selección de España hasta 1997 y disputando un total de 176 partidos internacionales con España. Su mayor éxito con esta selección fue la Medalla de Oro en los Juegos Olímpicos de Barcelona 1992. También participó en los Juegos Olímpicos de Atlanta 1996, donde obtuvo un diploma olímpico (8.º puesto), en 3 Campeonatos del Mundo y 1 Champions Trophy, entre otras competiciones internacionales.
Estudió la Carrera de educación física en Vitoria y posee el título de entrenadora nacional de hockey sobre hierba. Desde ya sus últimos años como jugadora vive y trabaja en Navarra donde imparte clases de educación física en un colegio de Pamplona, Hijas de Jesús. Por ello en 1997, coincidiendo con su retirada de la selección española tras 18 años en ella, fue elegida mejor deportista navarra. En Guipúzcoa fue considerada, ya en 1987, deportista guipuzcoana del año. Posee insignias y distinciones de oro y brillantes de su club y de la Federación Española de hockey sobre hierba. En 2018, su trayectoria deportiva y profesional, le hizo acreedora del Premio Cinco Estrellas que concede El Diario Vasco a figuras destacadas de Guipúzcoa en el ámbito deportivo; en esa primera edición, compartió el reconocimiento y galardón con otras figuras relevantes guipuzcoanas como Xabi Alonso, Luis Arconada, Jokin Altuna, Irene Caminos, Juan Muguerza, Lucas Eguibar y las Bateleras de San Juan.
Su estrecha vinculación familiar con Elizondo, junto con sus logros deportivos, favoreció que en 2022 tuviera la oportunidad de lanzar el cohete de comienzo de las fiestas de la localidad, compartiendo el lanzamiento con Sami Ouady, ganador ese año del concurso infantil de dibujo sobre las fiestas.